# Alfredo Polledro
Alfredo Polledro (Torino, 24 aprile 1885 – Torino, 28 ottobre 1961) è stato un traduttore, giornalista e attivista italiano, militante del sindacalismo rivoluzionario, soprattutto conosciuto per le sue traduzioni di scrittori russi.

## Attività politica
Alfredo Polledro si laureò in giurisprudenza nel 1904 a Torino, città dove fu, all'inizio del '900, segretario della sezione socialista. Fu un attivissimo militante e propagandista sindacalista rivoluzionario, attestato su posizioni blanquiste e particolarmente impegnato a diffondere l'antimilitarismo nella sua versione herveista (tramite l'Alleanza antimilitarista italiana). Fra il 1904 e il 1906 subì arresti e condanne per la sua attività sovversiva. Nel 1906 riparò in Francia. Amnistiato, ritornò in Italia due anni dopo. Fondò a Torino nel 1908 il foglio "La Guerra sociale". Sposò nel 1907 la coetanea socialista rivoluzionaria polacca Rachele Gutman. Assieme ad altri socialisti di Torino, come il medico Luigi Berta o il sociologo Robert Michels, si occupò di propaganda "neomaltusiana", e cioè di controllo delle nascite, co-dirigendo la rivista torinese L'educazione sessuale. Si oppose alla guerra italo-turca nel 1911. Fu poi interventista e collaborò a "Il Popolo d'Italia". Aderì al fascismo.

## Attività professionale
Sin dal 1906 si impegnò nei lavori di traduzione. Dapprima traducendo, dal russo, assieme alla sua compagna, opuscoli di propaganda sulla rivoluzione russa del 1905. Poi, dal tedesco, saggi di Robert Michels. I Polledro pubblicarono una Grammatica russa nel 1917, regolarmente riedita. Ma i loro nomi sono principalmente legati alla fondazione nel 1926 della casa editrice torinese Slavia che durò per qualche anno. Alfredo Polledro, coadiuvato dalla moglie, fu il primo traduttore e editore italiano a voltare direttamente dal russo Dostoevskij, Puskin e Cechov (le traduzioni anteriori lo erano tramite il francese) per la casa editrice fondata proprio da Polledro e Gutman, la Slavia. Scrisse saggi sulla letteratura russa dell''800, particolarmente sullo stesso Dostoevskij, Tolstoj e Turgenev.

## Opere
- Grammatica russa teorico-pratica, Torino, S. Lattes & C., 1917 (l'ultima riedizione, presso Lattes, è del 1972), a cura di A.P. e Rachele Gutman-Polledro.
- Antologia russa, Torino, S. Lattes & C., 1919, a cura di A.P. e Rachele Gutman-Polledro.
- L'odissea del "Celiuskin", Milano, Mondadori, 1935, SBN LO10355669.

### Traduzioni
Sholem Aleichem
- Marienbad: non romanzo, ma pasticcio in 49 lettere e 47 telegrammi; traduzione di A. e R. Polledro; disegni di Bepi Fabiano, Roma, A. F. Formiggini, 1918.

Antologie
- Risate russe: Novelle umoristiche moderne di Anton Cechov, Arkadij Avercenko, A. N. Teffi, A. J. Kuprin, Anatolij Kamenski, V. A. Ryskov, A. N. Budiscev, V. M. Dorosevic. Versione diretta dal Russo e prefazione di Alfredo Polledro, Torino-Genova, S. Lattes e C., 1926.
- Russia rossa che ride: novelle e aneddoti sovietici di Michail Zoscenko... [et. al.]; traduzioni e notizie sugli autori di Alfredo Polledro; prefazione di Lorenzo Gigli, Torino, Slavia, 1934.

Ivan Alekseevič Bunin
- Il signor di San Francisco: Racconti. Prima versione dal Russo con note di Alfredo Polledro, Torino, Slavia, 1934.

Anton Čechov
- Tutti i racconti, Biblioteca universale Rizzoli, 1975.
- Racconti umoristici, traduzione dal russo di Alfredo Polledro; postfazione di Caterina Graziadei, Roma, E/O, 1991.
- La signora con il cagnolino e altri racconti, Biblioteca universale Rizzoli, 1990.

(Collana Biblioteca Universale Rizzoli, "Tutte le novelle/Anton Cechov)
- Teste in fermento, 1951.
- Il fiammifero svedese, 1952.
- Uno scherzetto, 1952.
- Il giudice istruttore, 1952.
- La steppa, 1953.
- Una scommessa, 1953.
- Una storia noiosa, 1954.
- Il duello, 1954.
- Il monaco nero, 1955;
- Lo studente, 1956.
- I contadini, 1956.
- Anima cara, 1957.

Fëdor Michajlovič Dostoevskij
- Il villaggio di Stepančikovo e i suoi abitanti, Torino, Slavia, 1927.
- Delitto e castigo, Torino, Slavia, 1930 (Collana "Il genio russo"), prima traduzione integrale dal russo; poi Torino, Einaudi, 1981, ISBN 88-06-51516-0.
- L'idiota, Torino, Einaudi, 1941 (Collana "Narratori stranieri tradotti"), poi Torino, Einaudi, 1955, prefazione di Leone Ginzburg; 1981, ISBN 88-06-13487-6.
- I fratelli Karamazov, Torino, Slavia, 1926; Milano, Mursia & C., 1969; Milano, Garzanti, 1974.
- Il sosia. Un brutto caso, Milano, Mondadori, 1956 (coll. "Biblioteca moderna Mondadori"), poi Fedor Dostoevskij, Il sosia, introduzione di Giovanna Spendel, con un saggio di André Gide, Milano, Mondadori, 1985 (coll. "Oscar classici"); 2001, coll. "Oscar classici", ISBN 88-04-25819-5.
- I demoni, Torino, Einaudi 1942, poi 1982, ISBN 88-06-03351-4.
- Il giocatore, introduzione di Remo Cantoni, Milano, A. Mondadori, 1951; ivi, 1983 (Collana "Oscar classici"); ripubblicato nel 2001, ISBN 978-88-04-47788-4.
- Memorie del sottosuolo, con prefazione di L. Ginzburg, Torino, Einaudi, 1942.
- L'eterno marito, introduzione di Remo Cantoni, Milano, A. Mondadori, 1952.
- L'adolescente, Firenze, Sansoni, 1958, in Opere, a cura di Ettore Lo Gatto.
- Memorie di una casa morta, Milano, Rizzoli, 1950.

Nikolaj Semënovič Leskov
- Il brigante d'Ascalona: un avvenimento nel carcere di Erode, Lanciano, G. Carabba, 1927.

Michail Jur'evič Lermontov
- L'eroe del nostro tempo, Lanciano, G. Carabba, 1927.

Dmitrij Sergeevič Merežkovskij
- Tolstòj e Dostojevskij - vita, creazione, religione - Gius. Laterza & figli, 1938.

Robert Michels
- I limiti della morale sessuale, Bocca, 1912
- La sociologia politica nella democrazia moderna, Torino, Unione tipografico-editrice torinese, 1912.

Aleksandr Sergeevič Puškin
- La signorina contadina, Torino, S.Lattes & C., 1917. a cura di Rachele Gutmann-Polledro e Alfredo Polledro.
- La figlia del capitano, A. Mondadori, 1958.
- La figlia del capitano, prefazione di Leone Ginzburg; traduzione di Alfredo Polledro, Torino, Einaudi, 1959.
- Romanzi e racconti, prefazione di Angelo Maria Ripellino; traduzioni di Leone Ginzburg, Alfredo Polledro e Agostino Villa, Torino, G. Einaudi, 1959.

Romain Rolland
- Vita di Tolstoi, Milano, Rizzoli, 1951.

Lev Nikolaevič Tolstoj
- Resurrezione, romanzo in tre parti, illustrazioni di Nino Strada; traduzione dal russo di Alfredo Polledro, Milano, Istituto Editoriale Italiano, 1947.
- I racconti, traduzione dal russo di Alfredo Polledro e Giovanni Faccioli, Milano, I.E.I., 1958-1959.
- Guerra e pace, Milano, IEI 1962.

Ivan Sergeevič Turgenev
- Un re Lear della steppa, Milano, Rizzoli, 1949.